# Лайпхайм
Ла́йпхайм (нем. Leipheim) — город в Германии, в земле Бавария.
Подчинён административному округу Швабия. Входит в состав района Гюнцбург. Население составляет 6633 человека (на 31 декабря 2010 года). Занимает площадь 32,15 км². Официальный код — 09 7 74 155.
В городе работает производитель магазинных тележек Wanzl.